# Estreito de Carimata

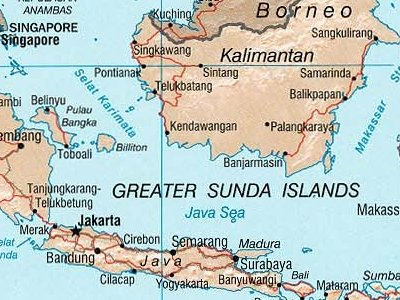
O estreito de Carimata, a sudoeste de Bornéu e noroeste do Mar de Java

O estreito de Carimata (em indonésio: Karimata) é um largo estreito que liga o Mar do Sul da China ao Mar de Java, entre as ilhas de Samatra e Bornéu, na Indonésia.
Tem cerca de 207 km de largura, entre Bornéu e Bilitom. Bilitom é uma ilha separada de Banca pelo estreito de Gaspar. As ilhas Carimata ficam neste estreito, a nordeste de Bilitom e mais próximas de Bornéu.